# Rountzenheim-Auenheim
Rountzenheim-Auenheim es una comuna en el departamento de Bajo Rin en la región Gran Este, en el noreste de Francia. Fue establecido el 1 de enero de 2019 por fusión de las antiguas comunas de Rountzenheim (la sede) y Auenheim. 
Se encuentra a 45 km de Estrasburgo, en la ribera del río Moder. 
Alberga numerosos restos de las construcciones militares y fortines de la Línea Maginot. 
Es la localidad natal de Henri Loux, ilustrador de finales del siglo XIX célebre por sus diseños costumbristas utilizados para la decoración de vajillas y juegos de mesa alsacianos en estilo Obernai.